# Celtic Thunder: Heritage
Heritage es el sexto álbum de estudio del conjunto musical irlandés Celtic Thunder lanzado oficialmente el 22 de febrero de 2011 por Decca Records.
Los vocalistas en esta sexta producción oficial de estudio son George Donaldson, Ryan Kelly, Damian McGinty, Keith Harkin, Paul Byrom, Neil Byrne y el nuevo integrante, Emmet Cahill . La edición de 2015 cuenta además con Emmet O'Hanlon y Colm Keegan.

## Lista de temas

### Edición de 2011[1]
| Heritage |                                  |                                                      |          |  |
| N.º      | Título                           | Intérprete(s)                                        | Duración |  |
| 1.       | «The Dutchman»                   | Keith Harkin                                         | 4:18     |  |
| 2.       | «Buachaill Ón Eirne»             | Damian McGinty                                       | 3:35     |  |
| 3.       | «Black is the Color»             | Ryan Kelly                                           | 3:38     |  |
| 4.       | «My Love Is Like a Red Red Rose» | Paul Byrom                                           | 3:08     |  |
| 5.       | «Home from the Sea»              | Donaldson / Kelly / McGinty / Harkin / Byrom / Byrne | 3:38     |  |
| 6.       | «Just a Song at Twilight»        | Byrom / McGinty                                      | 3:56     |  |
| 7.       | «The Galway Girl»                | Donaldson / Kelly / McGinty / Harkin / Cahill        | 2:54     |  |
| 8.       | «Gold & Silver Days»             | Donaldson / Kelly                                    | 3:50     |  |
| 9.       | «Noreen»                         | Neil Byrne                                           | 4:03     |  |
| 10.      | «Kindred Spirits»                | Emmet Cahill                                         | 3:49     |  |
| 11.      | «Whiskey in the Jar»             | Harkin / Byrne                                       | 3:59     |  |
| 12.      | «Red Rose Café»                  | George Donaldson                                     | 3:09     |  |
| 13.      | «A Place in the Choir»           | Donaldson / Kelly / McGinty / Harkin / Byrom / Byrne | 2:49     |  |
| 46:55    |                                  |                                                      |          |  |

### Edición de 2015
La reedición de 2015 cuenta con algunas versiones nuevas de temas del lanzamiento original grabadas por los nuevos integrantes de la época (2015), así mismo se han añadido algunos temas.
| Heritage |                                  |                                                      |          |  |
| N.º      | Título                           | Intérprete(s)                                        | Duración |  |
| 1.       | «A Place in the Choir»           | Donaldson / Kelly / McGinty / Harkin / Byrom / Byrne | 2:49     |  |
| 2.       | «Buachaill Ón Eirne»             | Damian McGinty                                       | 3:35     |  |
| 3.       | «Black is the Color»             | Ryan Kelly                                           | 3:38     |  |
| 4.       | «The Dutchman»                   | Keith Harkin                                         | 4:18     |  |
| 5.       | «Yesterday’s Man»                | George Donaldson                                     | 3:37     |  |
| 6.       | «Danny Boy»                      | Emmet Cahill                                         | 3:33     |  |
| 7.       | «Noreen»                         | Neil Byrne                                           | 4:03     |  |
| 8.       | «The Galway Girl (2015 Version)» | O'Hanlon / Kelly / Keegan / Harkin / Byrne           | 2:56     |  |
| 9.       | «My Love is Like a Red Red Rose» | Paul Byrom                                           | 3:08     |  |
| 10.      | «Gold & Silver Days»             | Donaldson / Kelly                                    | 3:50     |  |
| 11.      | «Kindred Spirits (2015 Version)» | Emmet O'Hanlon                                       | 3:49     |  |
| 12.      | «Just a Song at Twilight»        | Byrom / McGuinty                                     | 3:56     |  |
| 13.      | «Red Rose Café»                  | George Donaldson                                     | 3:08     |  |
| 14.      | «Whiskey in the Jar»             | Harkin / Byrne                                       | 3:59     |  |
| 15.      | «Home from the Sea»              | Donaldson / Kelly / McGinty / Harkin / Byrom / Byrne | 3:38     |  |
| 54:13    |                                  |                                                      |          |  |